# Megatoma angularis
Megatoma angularis là một loài bọ cánh cứng trong họ Dermestidae. Loài này được Mannerheim miêu tả khoa học năm 1853.